# Šekovac
Koordinati:   44°46′42″N, 13°55′32″E
Šekovac je majhen nenaseljen otoček ob obali Istre.
Šekovac, ki se v nekaterih zemljevidih imenuje tudi Mišnjak (Šekovac), leži vzhodno od polotoka Kamenjak pred vhodom v zaliv Portić in jugozahodno od otočka  Ceja, od katerega je oddaljen okoli 1 km. Njegova površina meri 0,016 km², dolžina obalnega pasu je 0,5 km. Najvišja točka otočka je visoka 6 mnm.